# 周家镇 (正宁县)
周家镇，是中华人民共和国甘肃省庆阳市正宁县下辖的一个乡镇级行政单位。
2014年，甘肃省民政厅批复同意撤销周家乡，设立周家镇。

## 行政区划
周家镇下辖以下地区：
徐家村、芦堡子村、乔坡村、西庄村、惠塬村、车家沟村、燕家村、下冯村、梁家村、周家村、大璋村、房村和核桃峪村。